# Christopher Stehr
Christopher Stehr (* 1967 in Gerolstein) ist Professor für Internationales Management an der German Graduate School of Management and Law (GGS) und Lehrbeauftragter an verschiedenen Hochschulen und Universitäten, u. a. an der Bauakademie Biberach, der Hochschule Biberach und der Andrássy Universität Budapest.

## Leben
Christopher Stehr studierte Politikwissenschaft und Betriebswirtschaftslehre an der Universität München. Studienbegleitend war er dort tätig im Marketingbereich einer Großbank und als Unternehmensberater. Anschließend erhielt er ein Vollstipendium der Deutsch-Japanisch-Akademischen Burse der Universität Ulm mit dem Ziel, interdisziplinär und interkulturell zum Thema Bevölkerungsentwicklung und Globalisierung zu forschen.
Danach wechselte er an das Forschungsinstitut für anwendungsorientierte Wissensverarbeitung der Universität Ulm. Dort leitete er Drittmittelprojekte zum Thema Globalisierung und promovierte parallel dazu an der FU Berlin. 2003 gründete er die Unternehmensberatung für Globalisierungsfragen polymundo. Gleichzeitig nahm er eine Post-Doc-Stelle am Institut für Unternehmensplanung, Fakultät für Mathematik und Wirtschaftswissenschaften der Universität Ulm, bis 2009 an.
Von März 2009 bis September 2010 war er Professor für International Business und Interkulturelles Management an der Karlshochschule International University in Karlsruhe. Seit Oktober 2010 ist er Professor für Internationales Management an der GGS in Heilbronn.

## Publikationen (Auszug)
- Die Machtposition und Machtentwicklung Japans zu Beginn der 90er Jahre des zwanzigsten Jahrhunderts. Tectum Wissenschaftsverlag, Marburg 1997
- Globalisierung und Destabilisierungstendenzen innerhalb des Internationalen Systems. Eine Indikatorenanalyse für ausgewählte Nationalstaaten, utzverlag, 2009, ISBN 978-3-8316-0879-9.
- Destabilisierungstendenzen durch Globalisierung innerhalb des Internationalen Systems unter Berücksichtigung von Nationalstaaten. VVF-Verlag, München 2009
- mit Beschorner et al.: Region Donau-Iller: Perspektive 2030, Studie zur Bestandsaufnahme und strategischen Entwicklung der Region Donau-Iller. Regionalverband Donau-Iller (Hrsg.),  Universitätsverlag der Universität Ulm, Stuttgart/Ulm 2010
- mit Dilan Barkin, Frederike Hoffmann, Katharina Karcher, Jan-Paul Kersting, Franziska Konz, Maximilian Mank, Pia Selina Patzer, Marvin Rottenberg, Christopher Stehr, Akile Yildirim.: Interkulturelle Kompetenz. Messbarkeit und Zertifizierung interkultureller Kompetenz von Institutionen und Unternehmen. Heilbronn 2011, ISBN 978-3-942369-02-2.
- mit René Schmidpeter, Hualiang Lu, Haifeng Huang (Hrsg.): Sustainable Development and CSR in China. A Multi-Perspective Approach, Springer, 2015, ISBN 978-3-319-38266-1.
- mit Franziska Struve (Hrsg.): CSR und Marketing. Nachhaltigkeit und Verantwortung richtig kommunizieren, Springer Gabler, 2017, ISBN 978-3-662-45812-9.